# إيملي غلاسر
إيملي غلاسر (بالإنجليزية: Emily Glaser)‏ هي مدربة رياضية أمريكية، ولدت في 6 أغسطس 1980 في أوبير ساندوسكي في الولايات المتحدة.